# معركة كفر الدوار
معركة كفر الدوار، هي إحدى المعارك التي وقعت بين المصريين والقوات الإنجليزية خلال الثورة العرابية. في فجر 11 يوليو 1882 أخذ الأسطول البريطاني بقيادة الأدميرال سيمون في ضرب مدينة الإسكندرية تمهيدًا لاحتلالها والاستيلاء على مصر. وحاولت القوات البريطانية التوجه برًا بقيادة الجنرال أليسون باتجاه مدينة كفر الدوار والبيضا وخورشيد. لكنها واجهت مقاومة عنيفة لمدة شهرين علي المحور الرئيسي بمنطقة الجبهة الشمالية الشرقية لمحافظة البحيرة. وكان أحمد عرابي قد وزع معظم قواته في كفر الدوار، وعلى سواحل البحر المتوسط. فكان الجنود وهم من خيرة الجنود مرابطين في دمياط بقيادة عبد العال حلمي. ورابطت في رشيد أورطة كبيرة تعاونها طوابي مدفعية السواحل، واستقر معظم الجيش بقيادة طلبة عصمت في كفر الدوار ومعه مدفعية الميدان. وكان العربان علي خيولهم ،ومعهم قوات عرابي يحاربون بأسلحتهم التقليدية. وبعد قتال عنيف خسرت بريطانيا وأسر المصريون الكثيرين من قواتها مما أجبر الجنرال أليسون علي الانسحاب للإسكندرية لتعود قواته للاسطول الذي توجه للجبهة الشمالية الشرقية عند بورسعيد تمهيدًا لدخول قناة السويس والنزول في التل الكبير حيث واجهتهم قوات عرابي. لكن الإنجليز انتصروا في معركتها بالخيانة. سقط الآلاف من أبناء البحيرة شهداء في معارك أحمد عرابي مع الإنجليز واستماتوا في الدفاع عن كفر الدوار. ولم تستطع القوات البريطانية دخول مصر من جهة الغرب بعد احتلالها الإسكندرية في يوليو.